# Filippo Brunetto
Filippo Brunetto   (Naro, 17 de febrer de 1869 - Milà, 16 de març de 1936) fou un compositor sicilià.
Feu els estudis al Conservatori de Palerm i després fou director de les Societats filharmòniques de Castelfranco Veneto (1888) i de Cerignola, succeint a Mascagni el 1891. Més tard viatjà per Polònia, França i Espanya com a director d'orquestra, i des de 1914 fou director de l'Escola Municipal de Música de Milà.
En ocasió del cinquanta anys d'aquesta entitat, donà en La Scala un memorable concert amb 600 coristes i 125 professors d'orquestra, executat per primera vegada a Itàlia, El sopar dels apòstols, de Wagner; el Resurrexit, de Berlioz, i La nit de Saint-Saëns.
Té una obra publicada: Sul miglioramento delle bande musicali citadine (Venècia, 1870), i entre les seves composicions musicals cal citar especialment:
- un Avemaria, per a 5 veus, cor i orquestra, que li'n valgué un premi a Palerm el 1888;
- Il popolo polacco (baríton, cor i orquestra;
- Marxa solemne, que fou executada a Castelfranco per 12 bandes el 1890;
- l'òpera en un acte La sagra de Valaperta (1895);
- Il canto degli alleati.